# میدو لیکس، آلاسکا
میدو لیکس (به انگلیسی: Meadow Lakes) شهری در بخش ماتانوسکا-سوسیتنا ایالت آلاسکا است که جمعیت آن در سرشماری سال ۲۰۰۰ میلادی ۴۸۱۹ نفر بوده‌است.